# Bastione di Marti
Il Bastione di Marti corrisponde alla parte sommitale del castello medievale costruito sul rilievo centrale
del borgo di Marti (Comune di Montopoli in Val d'Arno).
Delle fortificazioni che cingevano questo colle oggi rimangono visibili alcune porzioni delle murature in laterizio della rocca, i paramenti di alcuni edifici antichi situati lungo le pendici, una fornace per laterizi medievale ed una piccola cisterna.

## Le strutture e la storia del Bastione
In base ai risultati degli scavi archeologici e delle ricerche archivistiche, l'impianto originario del castello di Marti sembra risalire almeno al secolo XI, con importanti interventi ancora nel Duecento, quando era parte dei domìni della nobile famiglia Upezzinghi, famiglia aristocratica pisana con ampi possedimenti nel Basso Valdarno. Furono gli stessi Upezzinghi a cederlo al Comune di Pisa nel 1285 insieme a molti altri loro possedimenti.
La muratura della rocca di sommità e alcuni edifici ebbero quindi una ricostruzione trecentesca, quando il castello di Marti era passato sotto il controllo della Repubblica di Pisa, diventandone la fortezza più avanzata ad oriente dopo la dedizione di Montopoli a Firenze nel 1349.
Ai primi decenni del Trecento risale anche l’ultimo utilizzo di una fornace per laterizi rinvenuta con gli scavi, che in quel periodo ha prodotto i mattoni sia per le fortificazioni del colle sia per la vicina pieve di Santa Maria Novella.
Agli inizi del XVI secolo, dopo la definitiva conquista fiorentina, la fortificazione in cima al colle fu abbattuta con l’aiuto dei Montopolesi probabilmente con l’utilizzo della cosiddetta mina vegetale di tradizione medievale, ovvero senza uso di polvere da sparo. Essa consisteva nel creare un vuoto alla base della muratura, che durante lo smontaggio veniva puntellato da elementi in legno.
Quando si era raggiunta un’ampiezza sufficiente, si appiccava il fuoco ai pali in legno che, consumandosi, facevano mancare il supporto al muro soprastante con il suo conseguente distaccamento e la creazione di una breccia.

## L’area archeologica
Attualmente l’intero colle del Bastione è di proprietà del Comune di Montopoli in Val d’Arno che ne ha fatto un'area archeologica con un percorso di visita attrezzato con pannelli esplicativi in italiano ed in inglese. I reperti provenienti dagli scavi sono conservati presso l’Antiquarium di Marti. Sia l’area archeologica de il Bastione che l’Antiquarium di Marti fanno parte del Sistema Museale Montopolese.